# 56gy busz (Budapest)
A budapesti 56-os (gyors 56-os) jelzésű autóbusz a Moszkva tér és a Hűvösvölgy között közlekedett. A vonalat a Budapesti Közlekedési Zrt. üzemeltette.

## Története
1999. július 6-án összevonták az 56-os és 56E buszokat, 56-os jelzéssel indult gyorsjárat a Hűvösvölgy és a Moszkva tér között, de az expresszjárathoz képest több megállóhellyel. A 2-es metró felújítása miatt 2006. június 10-e és augusztus 21-e között a Batthyány tér – Lánchíd – Deák Ferenc tér útvonalon az Astoriáig közlekedett. A járat 2008. szeptember 5-én szűnt meg, pótlására indították a 256-os buszt, mely alapjáratként mindenhol megállt és a Városmajor utcában közlekedett.

## Útvonala
| Hűvösvölgy felé                                                             | Moszkva tér felé                                                            |
| --------------------------------------------------------------------------- | --------------------------------------------------------------------------- |
| Moszkva tér vá. – Szilágyi Erzsébet fasor – Hűvösvölgyi út – Hűvösvölgy vá. | Hűvösvölgy vá. – Hűvösvölgyi út – Szilágyi Erzsébet fasor – Moszkva tér vá. |

## Megállóhelyei
| 56 (Moszkva tér ◄► Hűvösvölgy)                                                                          | 56 (Moszkva tér ◄► Hűvösvölgy)        | 56 (Moszkva tér ◄► Hűvösvölgy) | 56 (Moszkva tér ◄► Hűvösvölgy)                                                    | 56 (Moszkva tér ◄► Hűvösvölgy) | 56 (Moszkva tér ◄► Hűvösvölgy) | 56 (Moszkva tér ◄► Hűvösvölgy) | 56 (Moszkva tér ◄► Hűvösvölgy) |
| Perc (↓)                                                                                                | Megállóhely                           | Perc (↑)                       | Átszállási kapcsolatok a járat megszűnésekor                                      |                                |                                |                                |                                |
| --- | ------------------------------------- | ------------------------------ | --------------------------------------------------------------------------------- | ------------------------------ | ------------------------------ | ------------------------------ | ------------------------------ |
| 0 | Moszkva tér végállomás                | 16                             | 5, 10, 22, 22, 28, 39, 90, 90A, 110, 128, 149, 156, 158, 190 4, 6, 18, 56, 59, 61 |                                |                                |                                |                                |
| A barna hátterű megállókban csak Hűvösvölgy felé hajnalban, csak Moszkva tér felé késő este is megállt. |                                       |                                |                                                                                   |                                |                                |                                |                                |
| (1) | Nyúl utca                             | (14)                           | 5 18, 56                                                                          |                                |                                |                                |                                |
| (2) | Fogaskerekű Vasút                     | (13)                           | 5, 156 18, 56, Fogaskerekű                                                        |                                |                                |                                |                                |
| (3) | Szent János Kórház                    | (12)                           | 22, 28, 128, 156, 158 18, 56, Fogaskerekű                                         |                                |                                |                                |                                |
| (4) | Nagyajtai utca                        | (11)                           | 158 56                                                                            |                                |                                |                                |                                |
| 5 | Budagyöngye                           | 10                             | 22, 22, 158 56                                                                    |                                |                                |                                |                                |
| (6) | Akadémia                              | (8)                            | 29 56                                                                             |                                |                                |                                |                                |
| 7 | Kelemen László utca                   | 7                              | 29 56                                                                             |                                |                                |                                |                                |
| 8 | Bölöni György utca                    | 6                              | 29 56                                                                             |                                |                                |                                |                                |
| 9 | Szerb Antal utca                      | 5                              | 29                                                                                |                                |                                |                                |                                |
| 10 | Vadaskerti utca (↓) Lipótmezei út (↑) | 4                              |                                                                                   |                                |                                |                                |                                |
| 12 | Nyéki út                              | 3                              |                                                                                   |                                |                                |                                |                                |
| 13 | Csibor utca                           | 2                              |                                                                                   |                                |                                |                                |                                |
| 16 | Hűvösvölgy végállomás                 | 0                              | 57, 63, 64, 157, 164, 257 56                                                      |                                |                                |                                |                                |